# HANAKO (プロレスラー)
HANAKO（ハナコ、2000年9月14日 - ）は、日本の女性プロレスラー。京都府出身。スターダム所属。血液型O型。

## 来歴
中学生時代は吹奏楽部、高校生時代ではバレーボール部に在籍していたが、マネージャー中心の活動だった。プロレスを初めて生で観たのは、高校時代にかつてプロレス好きだった母親に誘われ、当時母親の職場の同じプロレス好きの人と一緒に観た地元のイベント『京都カス野郎プロレス』。その後他の団体も見るようになり、いとこが通っていた立命館大学の大学祭に行って学生プロレスというものを知る。ただこのようにプロレス好きだったものの、高校生時代まで実質運動経験は無く、レスラーになろうという考えも無かったという。
日本大学農学部に進学し
、インカレの学生プロレスサークルに入る。最初はここでもマネージャーなど裏方をやるつもりで試合をする気は無かったが、先輩たちの姿を見ているうちに自分もリングに立ちたくなり、周りも勧めてきたこともあってその後リングに立ち始め、学生プロレスで活動していた。その際、サークルの先輩からもらったリングネームは世羅りさの名前をもじったものであったため、世羅とのシングルマッチがプロミネンスにて実現し、同プロモーションに継続参戦していたことがある。
大学4年生の時には就職活動をして、食品業界の企業から内定をもらっていたが、学生時代だけでプロレスを終わりにしたくないと思うようになり、一度きりの人生だからと本職のプロレスラーになることを決意する。
2023年1月31日にスターダムのプロテストを受験し合格。デビューが決定した。本人はプロレスラーデビューが決まったことについて「親は（企業から）内定もらった時より喜んでいた」と話している。
3月25日、横浜武道館でのNEW BLOOD Premiumにてレディ・Cと組んで舞華&ひめか組との一戦でプロデビュー。結果はひめかのJPコースターの前に敗れた。試合後にひめかからJPコースターの継承を提案され、ひめかの引退後に使用するようになる。
4月2日、後楽園ホールにて朱里と組んで出場したタッグマッチで朱里が勝利したことでプロ初勝利を納める。
7月2日、横浜武道館での6人タッグマッチにて同期のさくらあやを下し、自力初勝利を掴んだものの、フィニッシャーのJPコースターが崩れてしまったことをTwitter上で悔やんだ。
2024年7月7日に行われた後楽園ホール大会にて、8月にアメリカ遠征を行うことが発表された。

## エピソード
- 本人は、子供の頃から背が高く、小学生時代は5年生の時以外、学年で一番高かったと話している。ただ中学・高校時代は高身長をいじられたことが嫌でコンプレックスになってしまったという[2]。
- デビュー戦でのレディ・Cとのタッグは新旧日本現役女子プロレスラー最長身タッグとなった[11]。
- プロミネンスにてシングルマッチで対戦した世羅りさによると、当時まだ学生レスラーだったHANAKOはなかなかの強心臓で「全く遠慮がなく、こっちが驚いた」とのこと。一方で、プロミネンスのメンバーは当時のHANAKOに技術的なアドバイスもしていたという[1]。
- マイクアピールやバックステージなどでは関西弁を話す。

## 得意技
アルゼンチン・バックブリーカー
JPコースター
アルゼンチン・バックブリーカーの体勢で相手を両肩に担ぎ上げ、相手の下半身を押し上げると同時に自ら、開脚式シットダウンで相手を前方へ投げ落とし、顔面からマットに叩きつける変形フェイスバスター。同じ技を使用していたひめかから継承した。
白鷺
スタンディング肩固め。中邑真輔から伝授された。
ビッグブーツ
クローズライン

## タイトル歴
スターダム
- 第4代NEW BLOODタッグ王座
  - w/ 月山和香